# Jean de Monluc
Jean de Monluc (zm. 1579) – brat Blaise'a de Lasseran-Massencôme de Montluc, biskup Condomu, a potem Valence i Dié. Dokonał konwersji na kalwinizm.
W 1560 był pełnomocnikiem Francji w rokowaniach edynburskich.
Miał syna, Jeana de Monluc de Balagny.